# René Chaughi
Henri Gauche dit René Chaughi, né le 7 février 1870 à Paris et décédé le 19 juillet 1926 à Élancourt, est un journaliste, écrivain et militant anarchiste français.

## Biographie

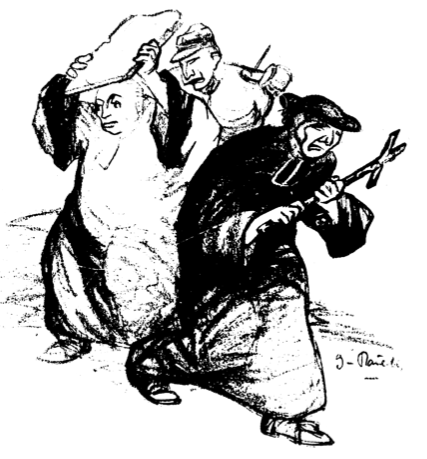
Les 3 Complices, illustration d'un article de René Chaughi

Il découvre les milieux libertaires à 20 ans et participe à différentes revues anarchistes comme La Revue anarchiste ou La Révolte de Jean Grave.
Après le vote des lois scélérates, il doit s'exiler en Belgique et aux Pays-Bas.
À son retour à Paris, il participe à la revue Les Temps Nouveaux.

## Œuvres

### Ouvrages
- 1913 : Immoralité du mariage, éditions de la librairie internationale à Paris, première édition en 1898.
- 1901 : La Femme esclave, Paris, Bureau des Temps nouveaux, 1901[2].
- 2010 : Immoralité du mariage, Nabu Press, 38 pages,  (ISBN 978-1177267984), nouvelle édition.

### Articles
- « Les trois complices » dans Les Temps nouveaux, numéro 58, 1912 (lire en ligne)